# Лещенки (Дергачёвский городской совет, Дергачёвский район)
Лещенки (укр.  Лещенки), село, 
Дергачевский городской совет,
Дергачёвский район,
Харьковская область.

## Географическое положение
Село Лещенки находится между сёлами Маслии и Болибоки, на расстоянии в 1 км проходит автомобильная дорога Т-2103, рядом расположены садовые участки, возле села небольшой пруд.

## История
- 1997 - село снято с учёта[1].

## Экономика
- В селе была расположена свинотоварная ферма.